# Tim Grogan's Foundling
Tim Grogan's Foundling è un cortometraggio muto del 1913 diretto da Van Dyke Brooke.

## Produzione
Il film fu prodotto dalla Vitagraph Company of America.

## Distribuzione
Distribuito dalla General Film Company, il film - un cortometraggio in una bobina - uscì nelle sale cinematografiche statunitensi il 27 febbraio 1913.